# Генрі Кіссінджер
Ге́нрі А́льфред Кі́ссінджер (нім. Heinz Alfred Kissinger, англ. Henry Alfred Kissinger; 27 травня 1923, Фюрт, Баварія, Німеччина — 29 листопада 2023, Коннектикут, США) — американський політик, дипломат та політолог німецько-єврейського походження, який був державним секретарем Сполучених Штатів і радником з національної безпеки. Один із найвпливовіших зовнішньополітичних стратегів США 1970-х років. «Архітектор» короткочасного пом'якшення військово-політичного протистояння Радянського Союзу з країнами Заходу, що тоді одержав назву «розрядка». Лауреат Нобелівської премії миру у 1973 році («На знак визнання заслуг у зв'язку з перемир'ям у В'єтнамі»).

## Життєпис

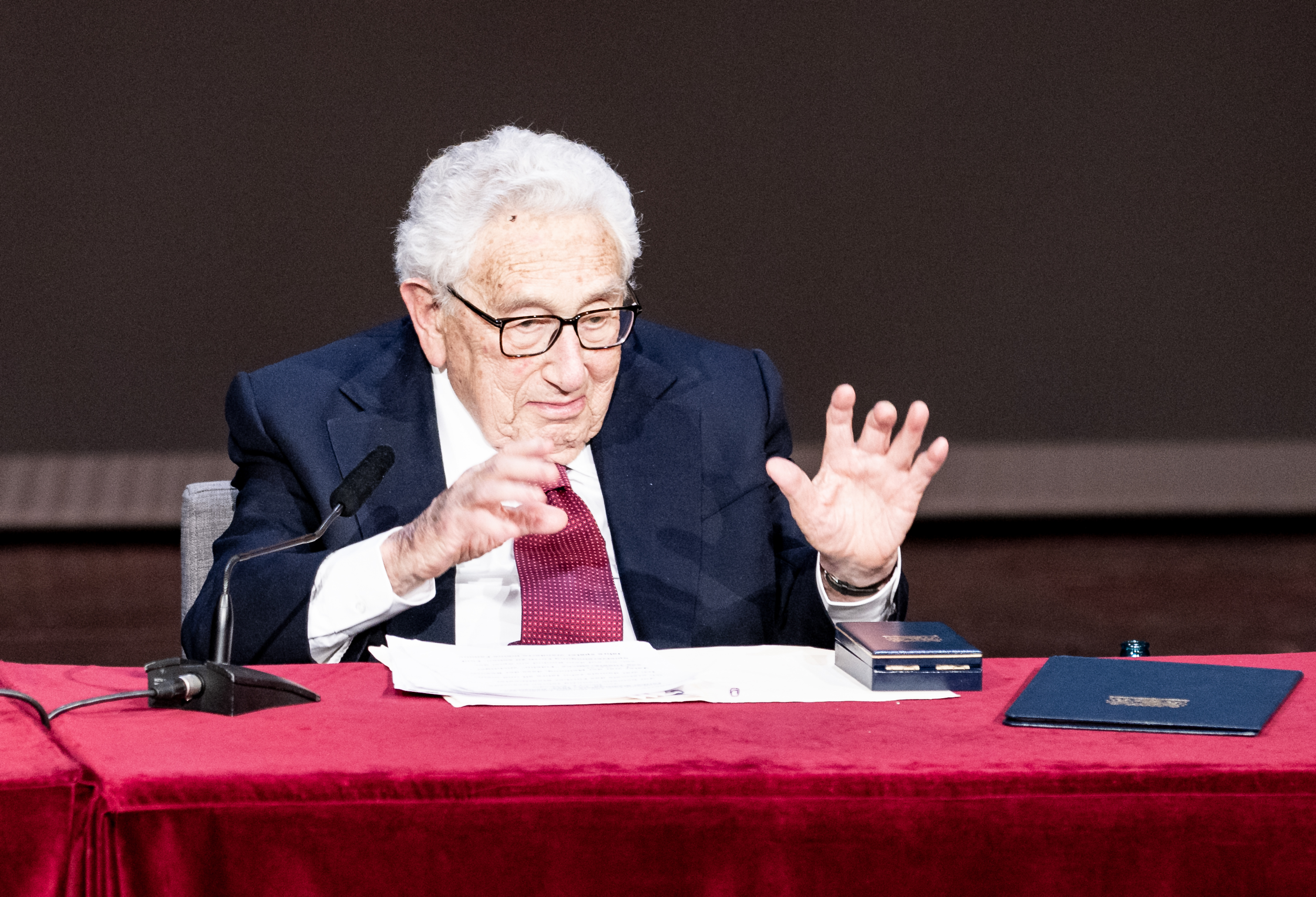
Генрі Кіссінджер у рідному місті Фюрт у червні 2023 року, на своє століття

Народився у Німеччині в єврейській сім'ї, по народженні одержав ім'я Гайнц Альфред. Його батько, Луїс Кіссінджер, був викладачем історії та географії в жіночому ліцеї. Сам Гайнц Альфред з дитинства дуже захоплювався футболом.
У 1938 році, за наполяганням матері, сім'я емігрувала від нацистської диктатури до США. Тринадцять родичів Кіссінджерів, що залишилися в Третьому рейху, загинули від рук нацистів під час Голокосту.
У 1943 році отримав громадянство США і того ж року вступив на військову службу до Армії США.
У 1945 році повернувся до Німеччини вже у ранзі службовця американської військової контррозвідки (Counter Intelligence Corps).

## Наукова і політична кар'єра
Після війни вчився в Гарвардському університеті. У 1954 захистив докторську дисертацію (PhD) з історії політики (Тема: англ. «A World Restored: Metternich, Castlereagh and the Problems of Peace 1812–1822»).
Після видатної академічної кар'єри в Гарвардському університеті був призначений радником з національної безпеки при президенті Ніксоні в 1969, був державним секретарем у 1973–1977. Його місії в СРСР і Китаї поліпшили відносини США з обома країнами. При його безпосередній активній участі ядерно-політичне протистояння з СРСР («Холодна війна») набуло пом'якшення і отримало назву «Розрядка» (англ. Détente).
Вузловими пунктами цієї «Розрядки» були Договори США з СРСР про обмеження стратегічних наступальних ядерних озброєнь та обмеження Стратегічних протиракетних систем (1972).
Брав участь у переговорах про вивід американських військ з В'єтнаму в 1973 і в арабо-ізраїльських мирних переговорах у 1973-1975. За ці здобутки став лауреатом Нобелівської премії миру за 1973 рік.

## Ставлення до України
У 2008 році Генрі Кіссінджер виступав проти прийняття України в НАТО та за те, щоб Україна залишалась у сфері, «яку росіяни вважають простором власної самосвідомості». Після початку відкритої війни Росії з Україною критикував санкції щодо Росії, виправдовував окупацію Криму.

### Українська криза 2014 року
5 березня 2014 року The Washington Post опублікувала статтю Кіссінджера за 11 днів до кримського референдуму про те, чи повинна Автономна Республіка Крим офіційно приєднатися до України, чи до сусідньої Росії. У ній він намагався збалансувати українські, російські та західні прагнення до функціональної держави. Він зробив чотири основні висновки:
1. Україна повинна мати право вільно обирати економічні та політичні асоціації, в тому числі з Європою;
2. Україна не повинна вступати до НАТО, повторюючи позицію, яку він займав сім років тому;
3. Україна повинна мати право вільно створювати будь-який уряд, сумісний з волевиявленням її народу. Мудрі українські лідери обрали б тоді політику примирення між різними частинами своєї країни. Він уявляв собі міжнародну позицію України, подібну до позиції Фінляндії.
4. Україна повинна зберегти суверенітет над Кримом

Кіссінджер також писав: «Захід розмовляє українською, а схід — переважно російською. Будь-яка спроба одного крила України домінувати над іншим — як це було раніше — зрештою призведе до громадянської війни або розпаду».
Після публікації своєї книги «Світовий порядок» Кіссінджер взяв участь в інтерв'ю з Чарлі Роузом і оновив свою позицію щодо України, яку він розглядає як можливого географічного посередника між Росією і Заходом. Відповідаючи на запитання, яке він поставив собі для ілюстрації переосмислення політики щодо України, Кіссінджер заявив: «Якщо Україну вважати форпостом, то ситуація така, що її східний кордон є стратегічною лінією НАТО, і НАТО буде в межах 200 миль (320 км) від Волгограда. Це ніколи не буде прийнято Росією. З іншого боку, якщо західний кордон Росії буде на кордоні з Польщею, Європа буде постійно занепокоєна. Стратегічна мета мала б полягати в тому, щоб побачити, чи можна побудувати Україну як міст між Сходом і Заходом, і чи можна це зробити спільними зусиллями».
У грудні 2016 року Кіссінджер порадив новообраному президенту Дональду Трампу визнати «Крим частиною Росії», намагаючись забезпечити зближення між Сполученими Штатами та Росією, відносини між якими погіршилися внаслідок кримської кризи. Коли його запитали, чи вважає він суверенітет Росії над Кримом легітимним, Кіссінджер відповів ствердно, змінивши позицію, яку він зайняв у своїй колонці в Washington Post.

### Російське вторгнення в Україну
26 травня 2022 року, під час російського вторгнення в Україну (2022), на економічному форумі в Давосі, Кіссінджер порадив Україні віддати свої території Росії, чим викликав хвилю критики на свою адресу від президента України Володимира Зеленського, низки українських чиновників та громадськості.
25 липня 2022 року, в інтерв'ю виданню німецькому каналу ZDF, Кіссінджер заявив, що Україна не має поступатись територіями:
|                         | Хай там як, перемовини однозначно доведеться базувати на необхідності запобігти жертвам. І якщо відповідальні на Заході вирішать це перед перемовинами, то це правильно. Вони повинні спочатку встановити межі того, чим вони за жодних обставин не поступляться. І відмова від української території не має бути однією з умов, які ми можемо прийняти |
| — Генрі Кіссінджер, ZDF | |

13 серпня 2022 року він заявив, що визнає свої помилки й що до України слід ставитись як до країни НАТО. Пізніше Кіссінджер ще раз підтримав членство України в НАТО.

## У кіно
1995 року Олівер Стоун створив фільм «Ніксон», у головній ролі знявся Ентоні Гопкінс, Генрі Кіссінджера зіграв Пол Сорвіно.